# بیمارستان ادن‌بروک
بیمارستان ادن‌بروک (به انگلیسی: Addenbrooke's Hospital) بیمارستانی در انگلستان است که در ۱۷۶۶ میلادی ساخته شد و دارای حداکثر ۱٬۱۸۰ تخت است.